# Eva Callenbo
Eva Kristina Callenbo, född 27 april 1962 i Stockholm, svensk skådespelare, författare, manusförfattare och redaktör. Hon är dotter till regissören Bernt Callenbo. Gift med programledaren och journalisten Thabo Motsieloa.
- Eva Callenbo började som figurant på Dramaten 1983 där hon medverkade i Ingmar Bergmans uppsättningar av Kung Lear och Fröken Julie. Därefter har hon spelat i bl.a. En midsommarnattsdröm, Min Syster och på Borås stadsteater i Rädsla, Bomi Bitt och Tolvskillingsoperan. Callenbo har medverkat i flertalet TV- produktioner som Begriper du inte att jag älskar dig och Nya Dagbladet.
- Sitt första manus Kan du inte klippa naglarna skrev Callenbo tillsammans med Paula Ternström. Efter följde en rad TV-serier, pjäser och filmer så som Skilda världar och Nya Tider (även upphovsman) för TV4, Du bestämmer, Vår Bästa Tid är nu, Mördande intelligens, Min Syster tillsammans med Marianne Scheja och Rädsla tillsammans med Göran Parkrud. Callenbo är även medförfattare till Tomten är far till alla barnen.
- Som redaktör har Callenbo arbetat i flera TV - produktioner bl.a. Svenska Idrottsgalan, Dagar som skakade Sverige, Antikdeckarna och Trädgårdstoppen. Hon har skrivit tre barnböcker i serien Wilma & Happy, ljudboksserien LivetX3 tillsammans med Tomas Blom och Magnus Abrahamsson för Storytel, samt producerat galorna The Blitz på Göta Lejon.